# A Girl Like You
A Girl Like You – northern soulowa piosenka szkockiego piosenkarza Edwyna Collinsa, która znalazła się na trzecim jego albumie Gorgeous George z 1994 roku. Utwór sampluje motyw perkusyjny z kompozycji Lena Barry’ego, „1-2-3” z 1965 roku.

## Popularność
Na liście 100. największych gwiazd jednego przeboju – skompilowanej przez muzyczny kanał telewizyjny VH1 – utwór „A Girl Like You” znalazł się na miejscu 68.

## Teledysk
Zrealizowane zostały dwie wersje wideoklipów. Amerykańskie wideo jest czarno-białe, w stylu awangardowym. Międzynarodowa produkcja jest natomiast pełna kolorów, i ukazuje Collinsa śpiewającego i grającego na gitarze w towarzystwie odbiorników telewizyjnych, oraz tańczących młodych ludzi. W materiale wideo znalazły się również animacje, które towarzyszą muzyce niemal od początku aż do końca teledysku.

## Lista utworów
Źródła
| CD single (Belgia) 1. „A Girl Like You” – 3:59 2. „A Girl Like You” (remiks Macramé – Youth) – 5:42 CD (Francja) 1. „A Girl Like You” – 3:59 2. „Out Of This World” (I Hear A New World) (remiks – St-Etienne) – 4:58 CD maksi singiel (Europa) 1. „A Girl Like You” – 3:58 2. „Don’t Shilly Shally” (wersja demo Spottera z 1986 r.) – 3:47 3. „Something’s Brewing” – 4:34 4. „Bring It on Back” – 3:48 | CD maksi singiel (Wlk. Brytania, Belgia) 1. „A Girl Like You” – 3:58 2. „A Girl Like You” (remiks Macramé – Youth) – 5:43 3. „Out Of This World” (I Hear A New World) (remiks – St-Etienne) – 4:59 4. „Occupy Your Mind” – 3:04 CD maksi singiel (Wlk. Brytania, 1995) 1. „A Girl Like You” 2. „If You Could Love Me” (wersja akustyczna) 3. „Don’t Shilly Shally” (wersja demo Spottera, '86) 4. „You’re on Your Own” |

## Produkcja
Podczas realizacji nagrania na wibrafonie zagrał perkusista angielskiej punk rockowej formacji Sex Pistols – Paul Cook.

## Listy przebojów
| Kraj              | Lista (1994–1995)       | Pozycja |
| ----------------- | ----------------------- | ------- |
| Szwajcaria        | Schweizer Hitparade     | 9       |
| Niemcy            | Media Control Charts    | 3       |
| Austria           | Ö3 Austria Top 40       | 7       |
| Holandia          | Single Top 100          | 18      |
| Belgia            | Ultratop 50 (Flandria)  | 1       |
| Szwecja           | Sverigetopplistan       | 4       |
| Norwegia          | VG-Lista                | 7       |
| Francja           | SNEP                    | 4       |
| Finlandia         | Suomen virallinen       | 11      |
| Australia         | ARIA Charts             | 6       |
| Nowa Zelandia     | Official NZ Music Chart | 36      |
| Wielka Brytania   | UK Singles Chart        | 4       |
| Stany Zjednoczone | Billboard Hot 100       | 32      |

## Nawiązania do utworu
Utwór pojawił się w amerykańskim filmie Empire Records (1995), w komedii sensacyjnej Aniołki Charliego: Zawrotna szybkość oraz w polskim filmie Jak zostałem gangsterem. Historia prawdziwa (2020).